# Näbbmossor
Näbbmossor (Rhynchostegium) är ett släkte av bladmossor som beskrevs av Bruch och Wilhelm Philipp Schimper. Enligt Catalogue of Life ingår Näbbmossor i familjen Brachytheciaceae, men enligt Dyntaxa är tillhörigheten istället familjen Brachytheciaceae.

## Bildgalleri

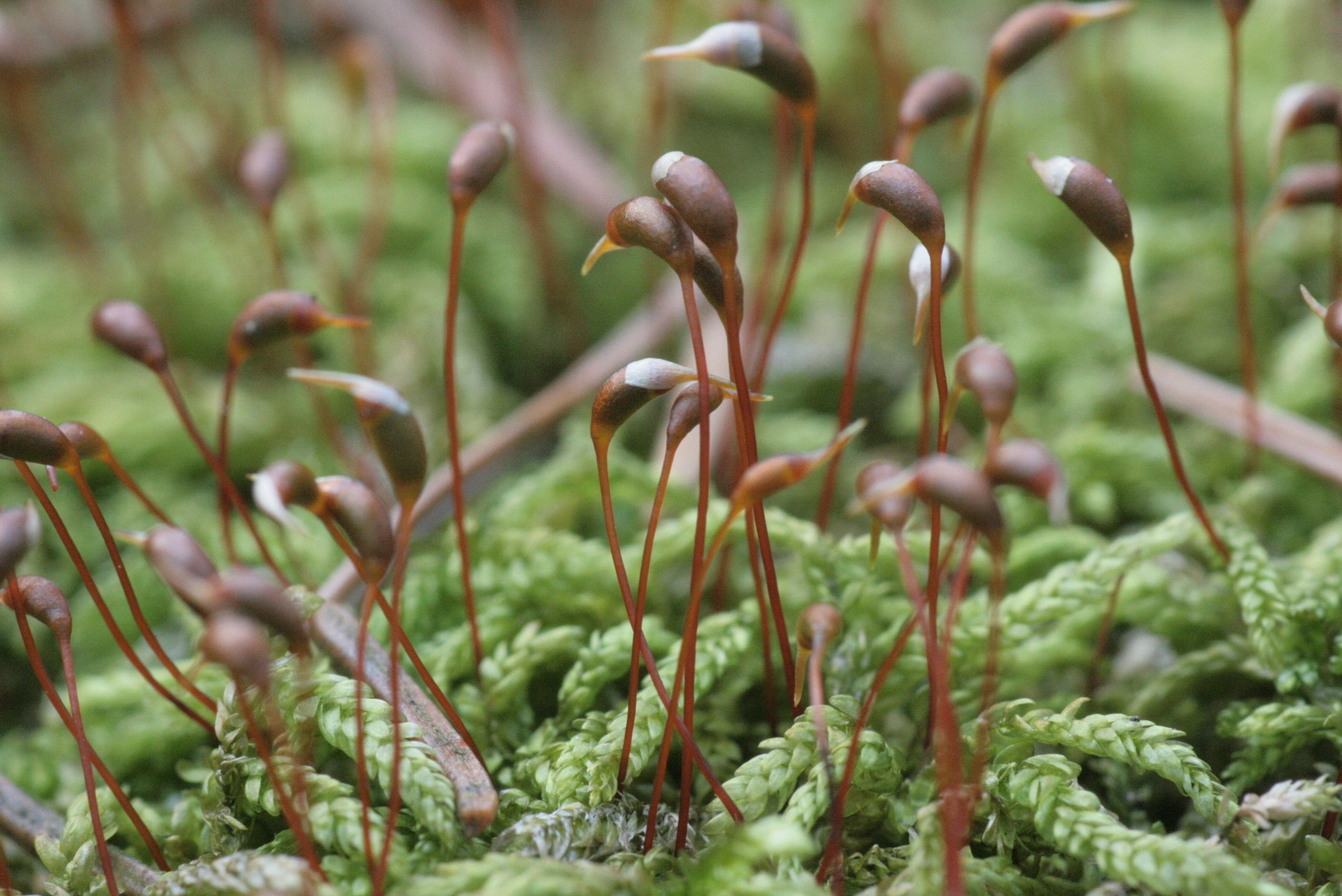
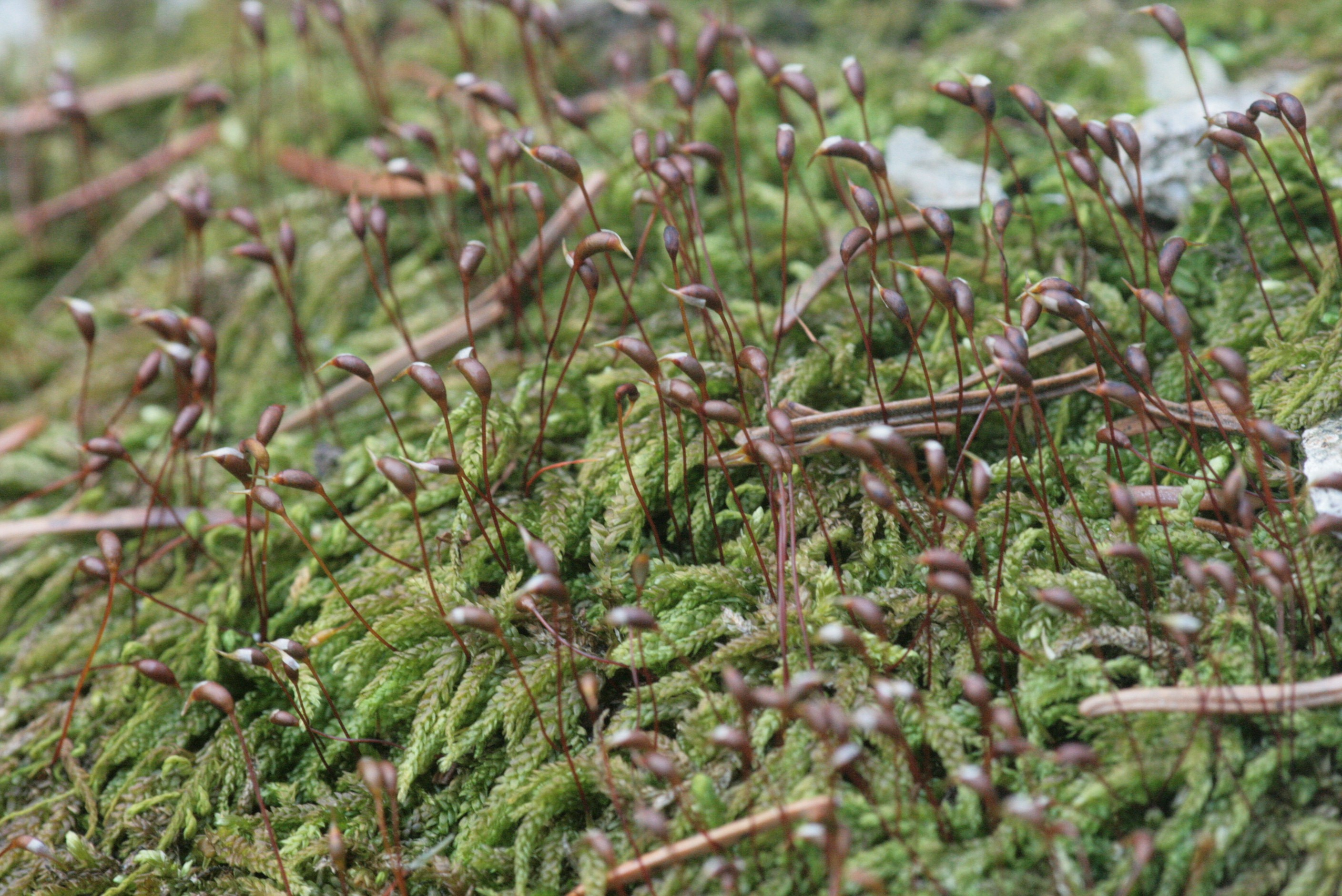
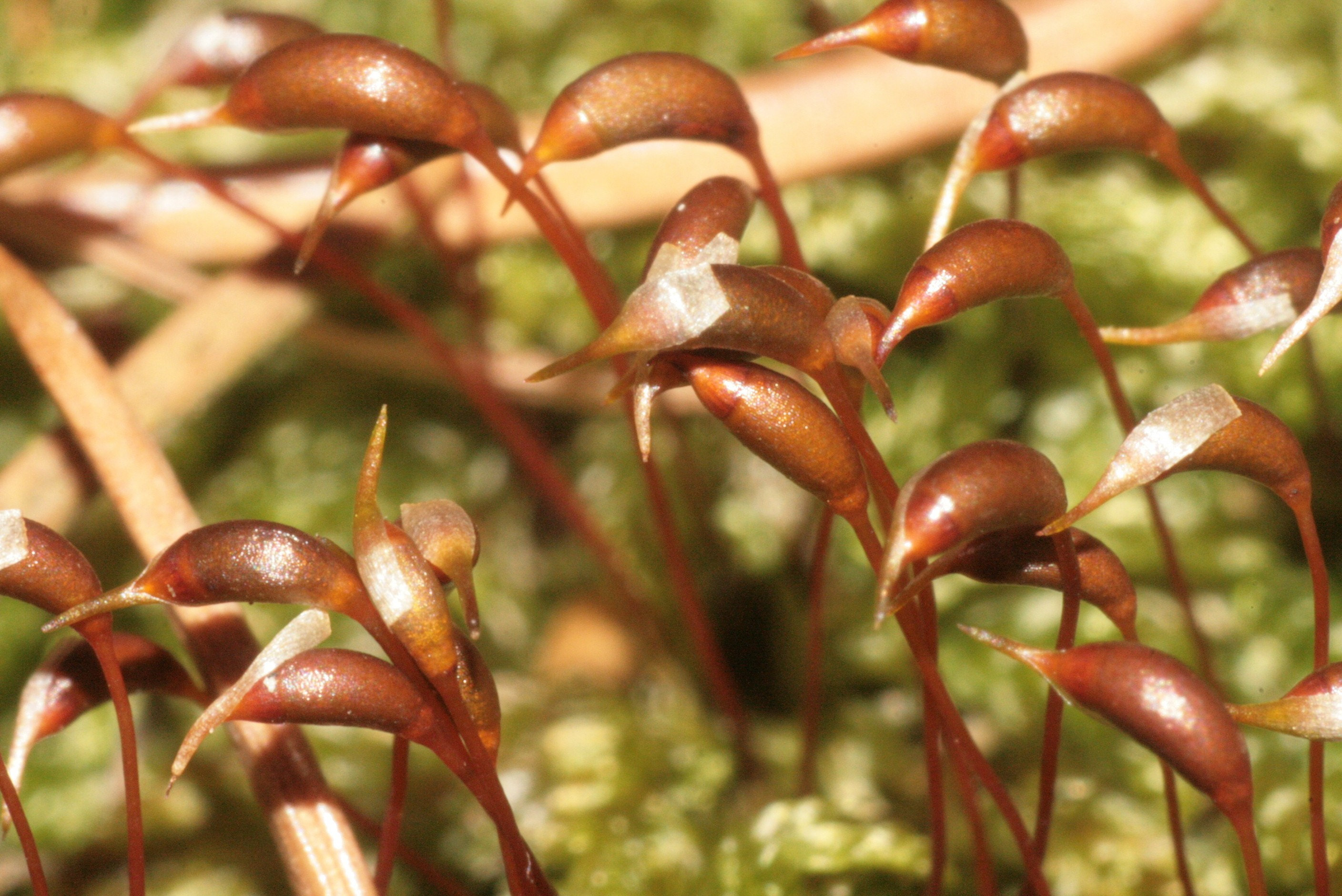
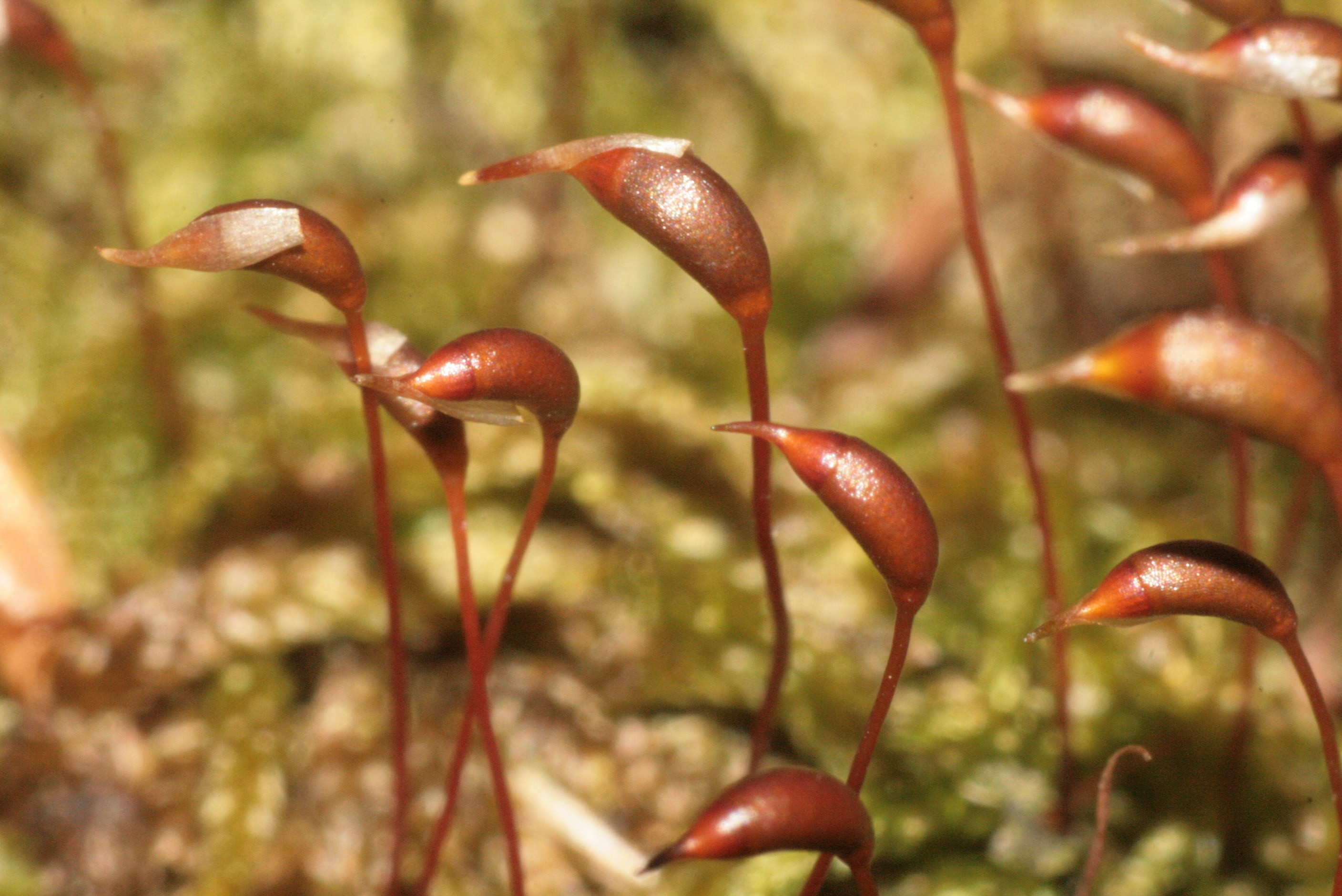
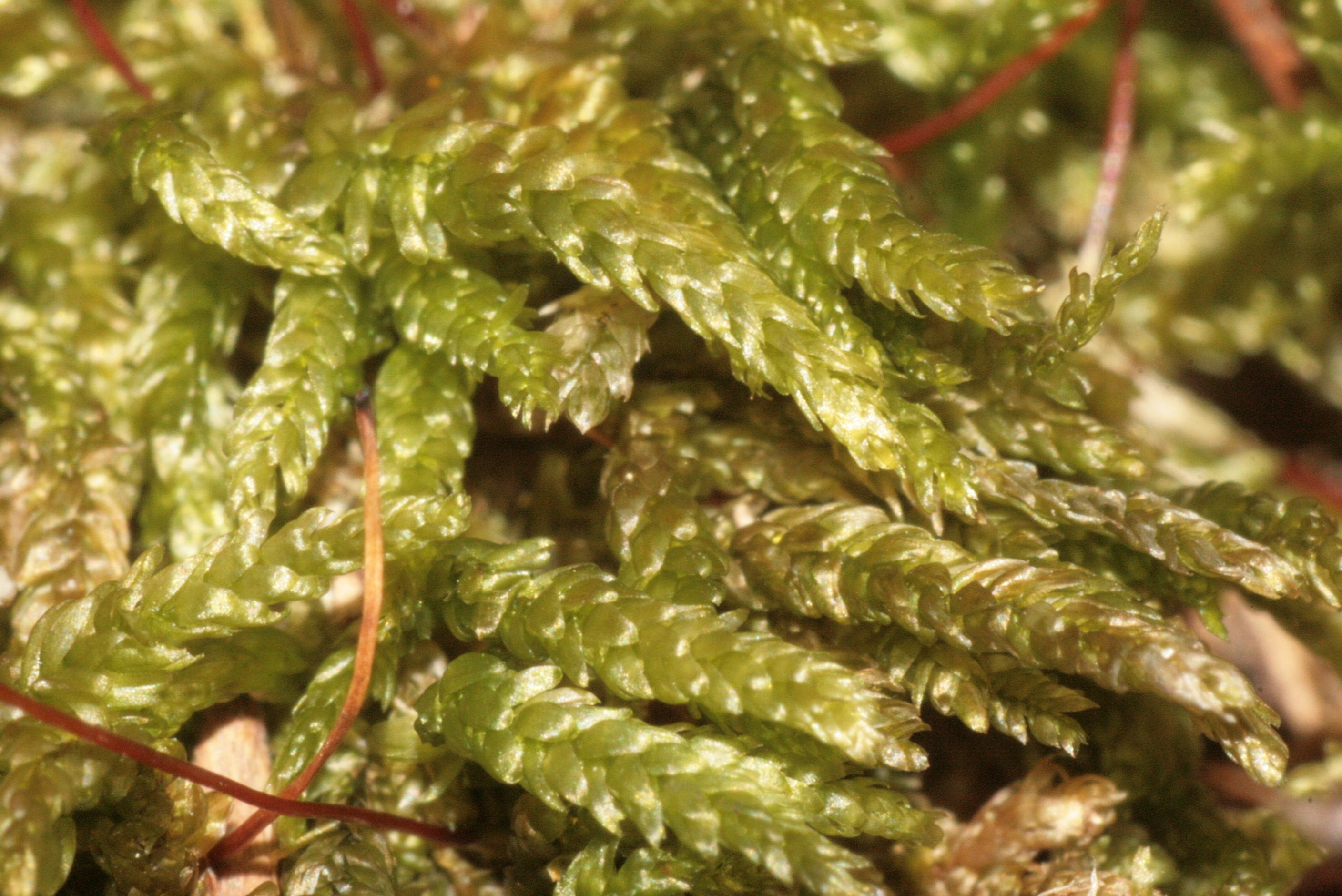
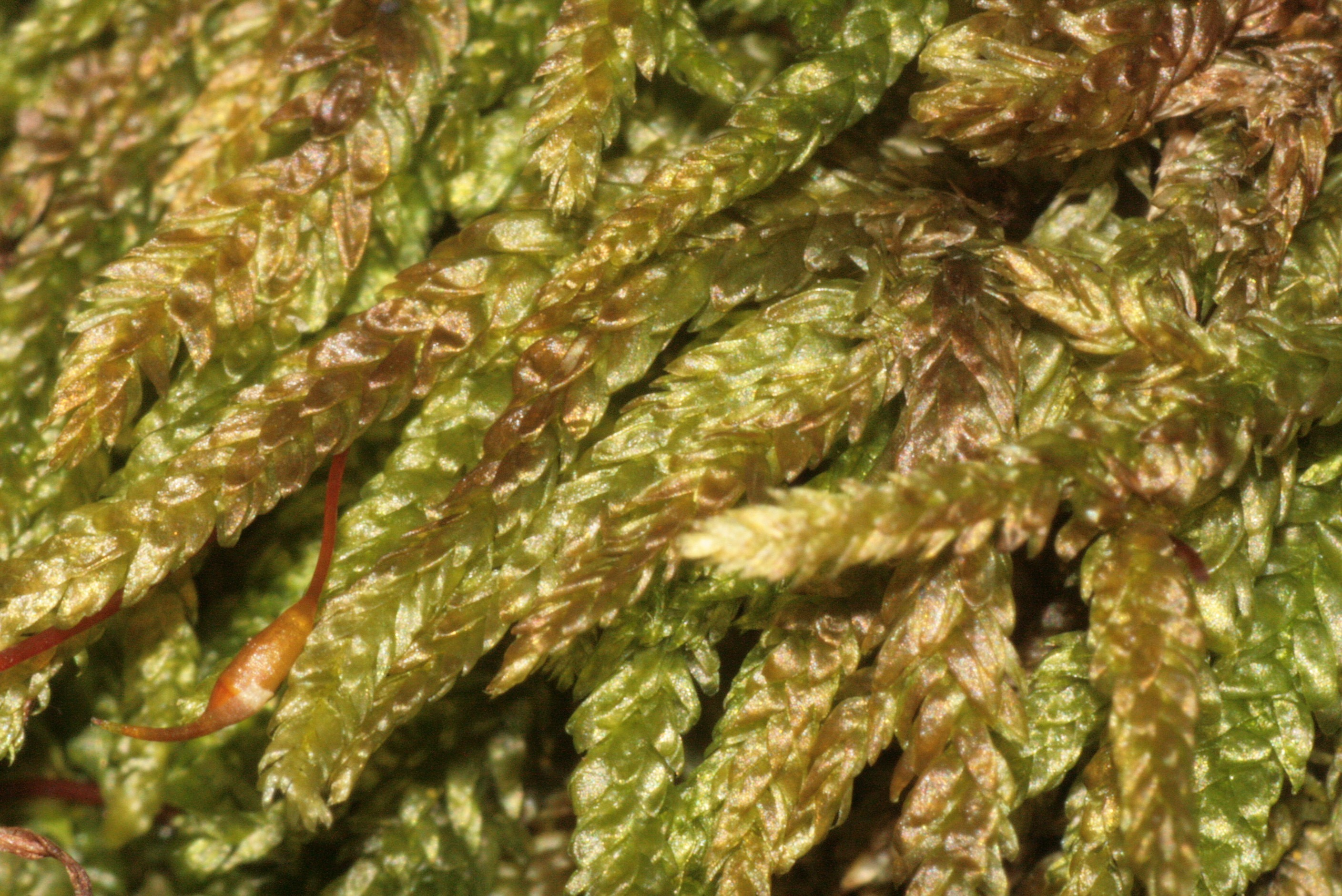

## Dottertaxa till Näbbmossor, i alfabetisk ordning[1][2]
- Rhynchostegium acicula
- Rhynchostegium alboviridum
- Rhynchostegium ambiguum
- Rhynchostegium aneuron
- Rhynchostegium angustifolium
- Rhynchostegium apophysatum
- Rhynchostegium assumptionis
- Rhynchostegium bequaertii
- Rhynchostegium brachypterum
- Rhynchostegium brachypyxis
- Rhynchostegium brachythecioides
- Rhynchostegium brevicuspis
- Rhynchostegium brevirete
- Rhynchostegium buluense
- Rhynchostegium cacticola
- Rhynchostegium calderi
- Rhynchostegium campylocarpum
- Rhynchostegium campylocladulum
- Rhynchostegium cataractarum
- Rhynchostegium celebicum
- Rhynchostegium chrysophylloides
- Rhynchostegium comorae
- Rhynchostegium complanum
- Rhynchostegium compridense
- Rhynchostegium conchophyllum
- Rhynchostegium confertum
- Rhynchostegium contortulum
- Rhynchostegium contractum
- Rhynchostegium cylindritheca
- Rhynchostegium dasyphyllum
- Rhynchostegium distans
- Rhynchostegium distratum
- Rhynchostegium drepanocladioides
- Rhynchostegium duthiei
- Rhynchostegium fauriei
- Rhynchostegium finitimum
- Rhynchostegium fissidens
- Rhynchostegium fissidentellum
- Rhynchostegium fragilicuspis
- Rhynchostegium gaudichaudii
- Rhynchostegium georgianum
- Rhynchostegium glaucovirescens
- Rhynchostegium globipyxis
- Rhynchostegium gracilipes
- Rhynchostegium herbaceum
- Rhynchostegium hercynicum
- Rhynchostegium homaliocaulon
- Rhynchostegium hookeri
- Rhynchostegium hopfferi
- Rhynchostegium horridum
- Rhynchostegium huttonii
- Rhynchostegium inaequale
- Rhynchostegium inclinatum
- Rhynchostegium inerme
- Rhynchostegium irriguum
- Rhynchostegium isopterygioides
- Rhynchostegium javanicum
- Rhynchostegium lamasicum
- Rhynchostegium laxatum
- Rhynchostegium leptomitophyllum
- Rhynchostegium leptopteridium
- Rhynchostegium leucodictyon
- Rhynchostegium lindmanii
- Rhynchostegium luteonitens
- Rhynchostegium malmei
- Rhynchostegium megapolitanum
- Rhynchostegium microthamnioides
- Rhynchostegium minutum
- Rhynchostegium murale
- Rhynchostegium muriculatum
- Rhynchostegium nanopennatum
- Rhynchostegium nanothecium
- Rhynchostegium nigrescens
- Rhynchostegium oblongifolium
- Rhynchostegium obtusatum
- Rhynchostegium omocrates
- Rhynchostegium ovalfolium
- Rhynchostegium oxyodon
- Rhynchostegium pallenticaule
- Rhynchostegium pallidifolium
- Rhynchostegium pallidius
- Rhynchostegium pampae
- Rhynchostegium parvulum
- Rhynchostegium patulum
- Rhynchostegium pectinatum
- Rhynchostegium pellucidum
- Rhynchostegium philippinense
- Rhynchostegium pinnicaule
- Rhynchostegium plagiotheciella
- Rhynchostegium planifolium
- Rhynchostegium planiusculum
- Rhynchostegium pseudodistans
- Rhynchostegium raphidorrhynchum
- Rhynchostegium revelstokense
- Rhynchostegium rivale
- Rhynchostegium robustum
- Rhynchostegium rotundifolium
- Rhynchostegium ruvenzorense
- Rhynchostegium santaiense
- Rhynchostegium sarcoblastum
- Rhynchostegium savatieri
- Rhynchostegium selaginellifolium
- Rhynchostegium sellowii
- Rhynchostegium semiscabrum
- Rhynchostegium semitortulum
- Rhynchostegium sinense
- Rhynchostegium sparsirameum
- Rhynchostegium strongylense
- Rhynchostegium subbrachypterum
- Rhynchostegium subconfertum
- Rhynchostegium subenerve
- Rhynchostegium submenadense
- Rhynchostegium subperspicuum
- Rhynchostegium subrectocarpum
- Rhynchostegium subrotundum
- Rhynchostegium subrusciforme
- Rhynchostegium subserrulatum
- Rhynchostegium subspeciosum
- Rhynchostegium subtrachypterum
- Rhynchostegium surrectum
- Rhynchostegium taphrophilum
- Rhynchostegium tenuifolium
- Rhynchostegium tocaremae
- Rhynchostegium trachynotum
- Rhynchostegium trachypelma
- Rhynchostegium trieblingii
- Rhynchostegium tubaronense
- Rhynchostegium ulicon
- Rhynchostegium vagans
- Rhynchostegium vitianum
- Rhynchostegium volkensii